# 人形機器人

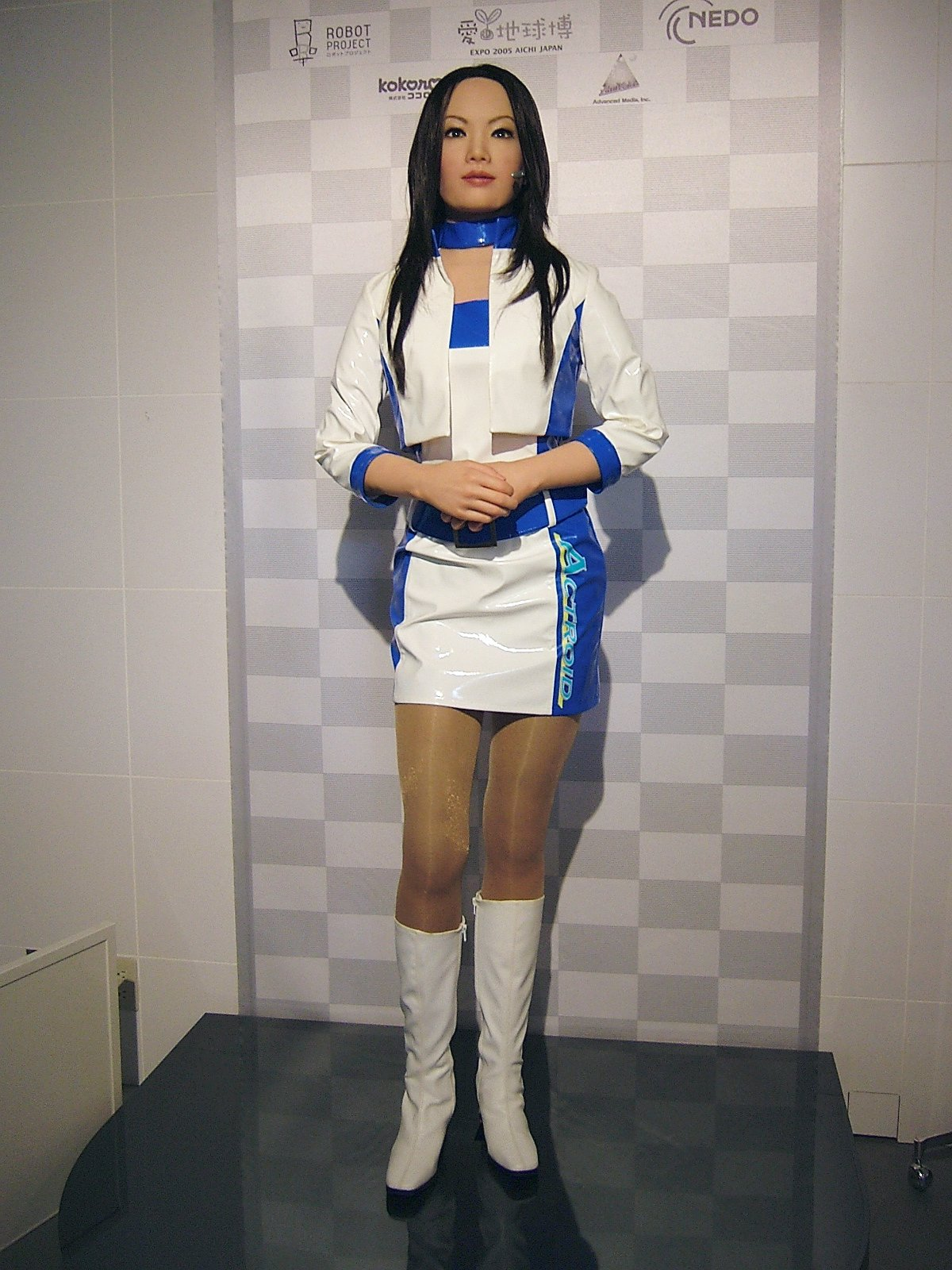
名為DER 01的仿生人

人型機器人，又稱人形機器人、仿生人，音譯安卓，是一種旨在模仿人類外觀和行為的機器人（robot），尤其特指具有和人類相似肌體的種類。直到最近，人型機器人的概念還主要停留在科學幻想領域，常見於電影、電視、漫畫、小說等。機器人學方面的進展已經可以設計出功能化擬真化的人形機器人。
仿生人擬真的程度有很多，有些可以從外觀上識別，也沒有真人的思想和感情。反過來說亦有開發外觀不似人，但能夠有似真人行為的機器人，如2001年美國麻省理工學院研發了號稱世界上第一個有类似人類感情的機器人。

## 語源
Android一詞，源自希臘語詞根andro-（人、男性）和後綴-oid（形似的）兩者組合而來。鑒于「andro-」具有男性的意味，一些作品中將女性android稱為Gynoid以示區別。
牛津英語詞典中將這個詞的最早使用追溯到1728年Ephraim Chambers所編撰的《百科全書》（這本書是以英文編撰的最早的百科全書之一），是關于一種據稱是艾爾伯圖斯·麥格努斯（約1200年－1280年）製作的自動機。
Android這個術語早在1863年就出現在美國專利文獻中，指代小型的人形玩具自動機。
Android這個術語更具現代意義的用法出現在法國作家维利耶·德·利尔-阿达姆的小說《未來夏娃》（1886年），小說描述了一種人造的女性機器人。
自杰克·威廉森的《The Cometeers》（1936年） 開始，android這個術語很大程度上影響了英文科幻雜誌《pulp雜誌》。
而機械感的機器人（robot）和肉感的人型機器人（android）之間的差异則由Edmond Hamilton的《未來艦長》（1940–1944年）普及開來。

## 計畫

### 日本
自1970年代以來，日本的機器人技術就一直引領這一領域。早稻田大學於1967年啟動了WABOT計畫，並於1972年完成了WABOT-1，這是第一個仿生人，一種全尺寸人形智能機器人。它的肢體控制系統允許它與下肢一起行走，並使用觸覺傳感器用手抓住和運輸物體。它的視覺系統使它可以使用外部接收器、人造眼睛和耳朵來測量到物體的距離和方向，它的對話系統使它可以透過人工嘴以日語與人交流。
1984年，WABOT-2問世，並進行了許多改良，有10根手指和2隻腳，能夠演奏風琴，並且能夠閱讀樂譜，還可以陪伴一個人。1986年，本田技研工業開始進行人形機器人研發計劃，以創造能夠與人成功互動的人形機器人。
由大阪大學石黑浩史教授領導的智能機器人實驗室和Kokoro Co. Ltd.在日本愛知縣2005年世博會上展示了Actroid，並於2010年發布了Telenoid R1。2006年，Kokoro Co.開發了新的DER 2 android，其人體部分高165厘米，有47個可移動的接點，它不僅可以改變其表情，而且可以移動其手和腳並扭轉其身體。

## 影劇、漫畫、動畫與遊戲中的例子

### 電影
- 《銀翼殺手》（1982）
- 《魔鬼終結者電影系列》（1984-2019）
- 《變人》（1999）
- 《A.I.人工智慧》（2001）
- 《機械公敵》（2004）
- 《獵殺代理人》（2009年）
- 《人造意識》（2015）
- 《芬奇的旅程》（2021年）（Apple TV+）
- 《窒友梅根》（2022年）
  - 《窒友梅根2.0》（2025年6月27日）
- 《A.I.創世者》（2023）
- 《追殺代理人》（2023）
- 《異星戰境》（2024年5月）（Netflix）
- 《屈從（英语：Subservience）》（2024年9月）
- 《完美伴侶》（2025年）

#### 異形系列
- 《普羅米修斯》（2012年）（背景設定於2089年）
- 《異形：聖約》（2017年）（背景設定於2104年）
- 《異形：羅穆路斯》（2024年）（背景設定於2142年）

### 電視劇
- 《終結者外傳》（2008年）
- 《真實的人類》（2012年）
- 《西方極樂園》（2016年）（HBO）
- 《不是機器人啊》（2017年）
- 《超凡女仆（英语：Better_than_Us）》（2018年）
- 《異星災變》（2020年9月）（Max）
- 《殺戮人機（英语：Murderbot (TV series)）》（2025年5月）（Apple TV+）

### 動畫/漫畫/遊戲
- - Data
  - 《IS〈Infinite Stratos〉》
  - Penny Polendina
  - 《Chobits》
  - 《鋼鐵天使》
  - 《可塑性記憶》
  - 《沒有心跳的少女 BEATLESS》
  - 《底特律：變人》
  - 《娜羅的名單》
  - 《夏娃的時間》
  - 《假面騎士ZERO-ONE》
  - 《HUG! 光之美少女》
  - 《铳梦》
  - 《洛克人系列》
  - 《尼爾：自動人形》
  - 《少女前线》
  - 《Vivy -Fluorite Eye's Song-》
  - 《七龍珠》
  - 《電腦奇俠》
  - 《原子小金剛》
  - 《奇異賢伴 黑色天使》
  - 《AI電子基因》
  - 《我與機器子》
  - 《機械女僕》
  - 《亞托莉 -我摯愛的時光-》
  - 《荒野機器人》
  - 《末日後酒店》
  - 《快藏好！瑪琪娜同學！！》
  - 《我的妻子不具感情》
  - 《讓性愛機器人充滿AI》

## 近義詞／相關詞

### Actroid
表演機器人（日語：アクトロイド）。Actroid是將actor（演員）和android組合而成的合成詞。目前特指日本大阪大學和Kokoro公司開發的一種外觀上非常形似人類的仿生人。初展於2003年東京國際機器人展。隨後又開發出多種不同版本。她可以模擬眨眼、說話、呼吸等似人行為。這種Repliee系列的交互式仿生人具有識別和處理語言並且作出回應的能力。

### Cyborg與Bioroid
賽博格（Cyborg，即Cybernetic Organism的略稱），是把控制技術融入生物體（不一定是人類）而製造的科學幻想生物，即生物思考、機器身體的科學生命體。現在主要指代用人工無機結構對人類或者動物的身體進行强化而成的科幻生命體。
生物機器人。是使用一種真人或生物的活組織，但以機器為主體的類型，是和改造人（Cyborg）有重疊的概念，也是完全刻意為了仿冒真人而制造的，但行為不一定似真人，如電影《魔鬼終結者》的T系列和《西部世界》中的機器人。

### 類人型機器人 Humanoid Robot

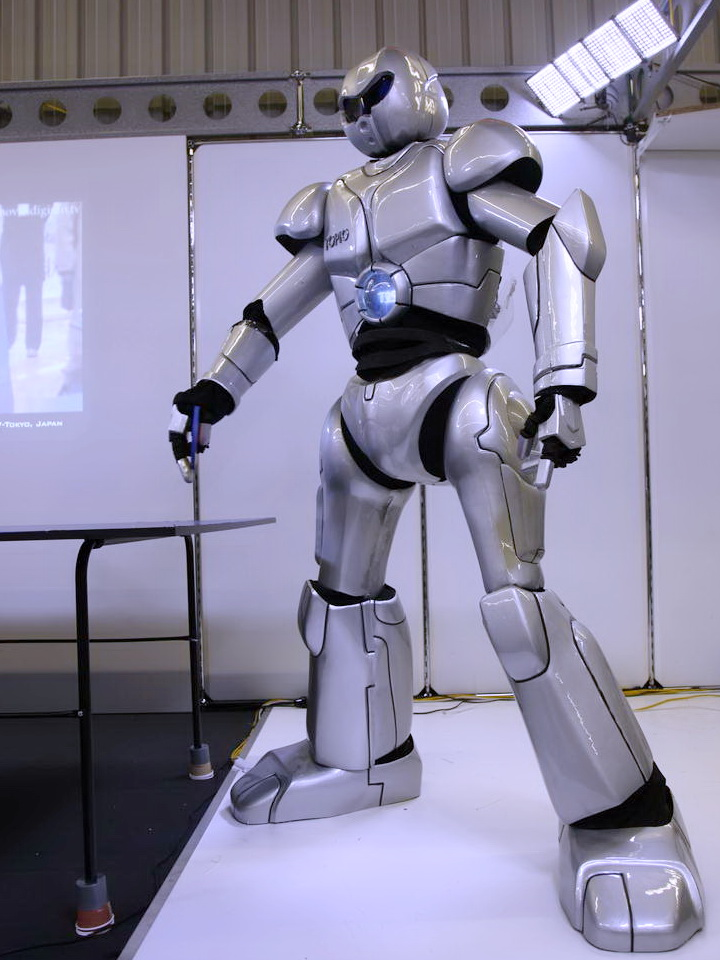
名為TOPIO 2.0的人形機器人。它可與人一起玩乒乓球。但它和現代意義上的仿生人有較大差別。

類人型機器人、人型機器人、擬人機器人。Humanoid意即類人的、似人的。可以大小和真人差很遠也沒有似人的外觀，但有人的四肢和頭等構造。例如TOPIO 2.0。